# قطيق

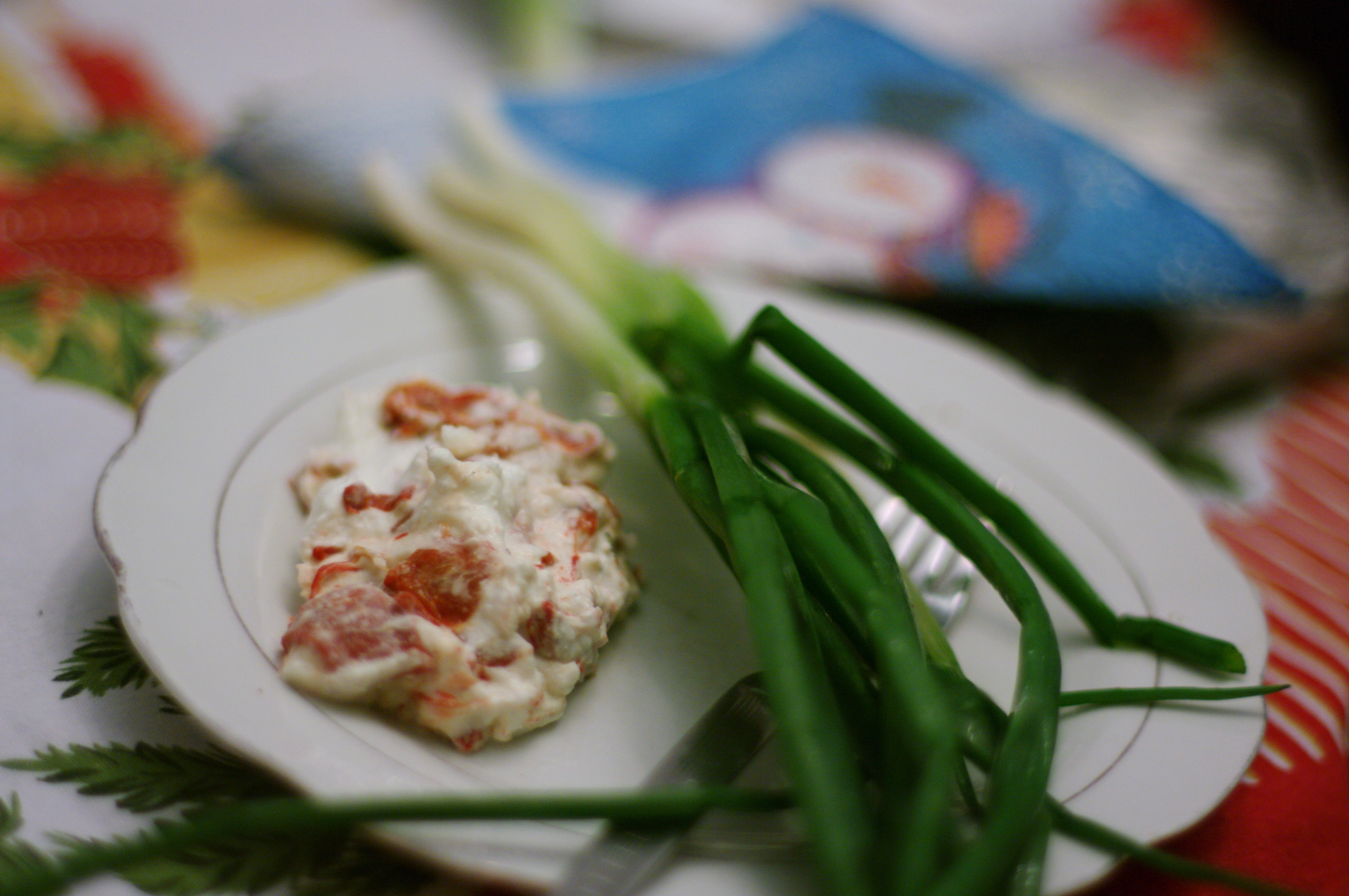
القطيق البلغاري

القطيق منتج حليب مخمر من الدول التركية. يعتبر نوعًا من الزبادي أكثر صلابة من العيران. لصنع القطيق يُخمر الحليب المغلي لمدة ست إلى عشر ساعات في مكان دافئ. قد يستخدم الشمندر الأحمر أو الكرز للتلوين أحيانًا. يمكن حفظ المنتج في مكان بارد لمدة يومين أو ثلاثة أيام. فإذا خُزّن لمدة أطول فسوف يتحول إلى حامض فيمكن إضافته إلى حساء عالي الدهون. حساء الشالوب مصنوع من القيق في أُزبكستان. عندما يُصفى تصفية اللبن الرائب في كيس من القماش فإن المنتج الناتج يسمى سُزمة أي لبنة. يغلب تُكوّر السُّزمة المجففة أو الكشك كراتٍ بحجم الرخام.